# Ólafur Rögnvaldsson
Ólafur Rögnvaldsson († 1495) war von 1459 bis zu seinem Tod im Jahr 1495, also 36 Jahre lang, Bischof von Hólar.

## Leben
Ólafurs Vater war Rögnvaldur Keniksson, Bruder von Gottskálk Keniksson, Bischof von Hólar. Seine Mutter ist unbekannt. Ólafur stammte aus einer norwegischen Familie, die in Hólar von 1358 bis 1390 und von 1442 bis 1520 herrschte.
Es ist nicht bekannt, wann Ólafur geboren wurde und wo er aufwuchs, aber er muss lange auf Island gelebt haben. Er wird 1449 als Priester in Breiðabólstaður in Vesturhóp erwähnt und übernahm 1453 Oddi in Rangárvellir. Beide Pfarreien waren Teil des Erkibiskupslén.
Im Sommer nach dem Tod seines Onkels Gottskálk Keniksson, also im Jahr 1458, fand in Víðivellir eine Kleruskonferenz statt und Ólafur Rögnvaldsson wurde zu dessen Nachfolger als Bischof von Hólar gewählt. Sein Wahlmanifest liegt im Original vor und ist ein bemerkenswertes Dokument. König Christian I. von Dänemark stimmte der Wahl zu und Ólafur trat 1459 sein Amt als Bischof von Hólar an. Parallel zu seinem Bischofsamt war er von 1459 bis 1469 auf Befehl des Königs Bezirksvorsteher im Hegranesþing.
Bischof Ólafur begann, Ordnung in die Seelsorge und die Finanzen der Kirchen in der Diözese zu bringen. Dies führte zu erheblichen Streitigkeiten mit den Laien, unter anderem über die Gebühren für „Halbkirchen“ (isländisch hálfkirkjur, Kirchen mit weniger Verpflichtungen als „Vollkirchen“), die Kosten für die Unterbringung eines Bischofs und seines Gefolges, die Bewachung von Bauernkirchen usw. Der lögmaður (ranghohes Mitglied des isländischen Justizsystems) Hrafn Brandsson († 1483) war eine führende Figur in der Opposition gegen den Bischof und wurde dafür exkommuniziert.
Bischof Ólafur vertrat nicht nur die Interessen der Kirche, sondern wurde schließlich selbst ein reicher Mann. Er galt als moralisierend und verteilte hohe Strafen; am bekanntesten ist der Hvassafells-Prozess, bei dem Bjarni Ólason aus Hvassafell im Eyjafjörður beschuldigt wurde, ein unzulässiges Verhältnis mit seiner Tochter Randíður gehabt zu haben.
Ólafur Rögnvaldsson hatte enge Verbindungen zum Erzbischof von Niðarós und hatte außerdem das Recht auf einen Sitz im norwegischen Staatsrat. Ólafur war wesentlich einflussreicher als die Bischöfe, die zu seiner Zeit in Skálholt waren, und hatte einen Ehrenrang vor den meisten anderen Herrschern Islands seiner Zeit.
Aus der Amtszeit Ólafur Rögnvaldssons existieren zahlreiche Dokumente, beispielsweise sein Pfarrtagebuch aus dem Jahr 1461 über Kirchen im Bistum Hólar, das älteste im Original erhaltene isländische Pfarrtagebuch. Auch mehrere Siegel von Ólafur Rögnvaldsson sind erhalten.
Bischof Ólafur lebte streng zölibatär, was zur damaligen Zeit für isländische Bischöfe nicht selbstverständlich war, und hatte keine Kinder.